# Rose Lokonyen
Rose Nathike Lokonyen (Sudão do Sul, 24 de Fevereiro de 1995) é uma atleta fundista residente no Quénia, participante do time de Time Olímpico de Refugiados. Ela foi selecionada pelo Comitê Olímpico Internacional (COI) para competir pelo Time Olímpico de Refugiados nos 800 metros femininos das competições de atletismo dos Jogos Olímpicos de 2016 no Rio de Janeiro, Brasil.
Lokonyen foi a porta-bandeira da equipe na cerimônia de abertura. Ela treina com a atual recordista mundial de longa distância Tegla Loroupe.